# Sint-Godelieveabdij (Brugge)

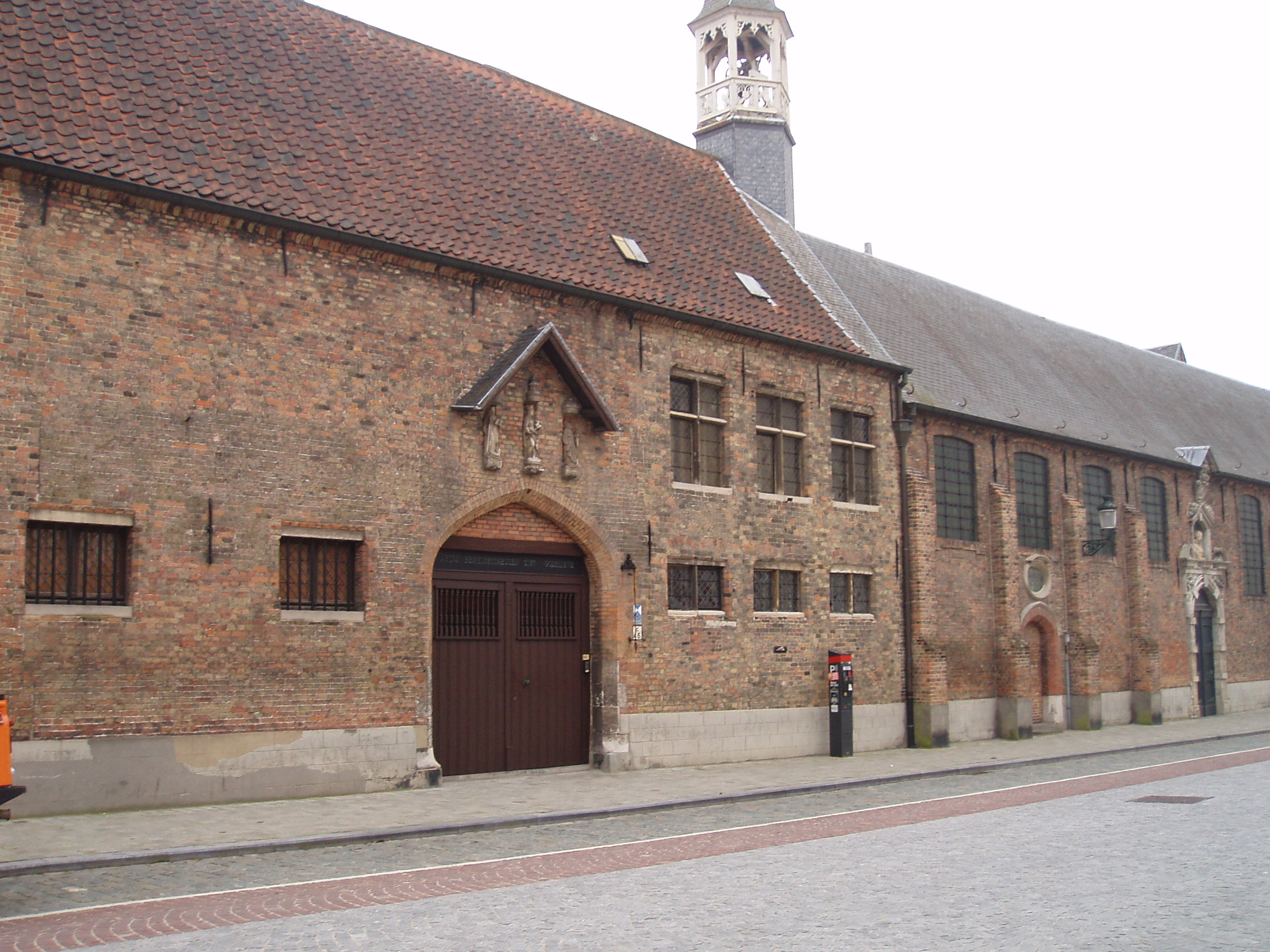
Straatgevel van de Godelieveabdij

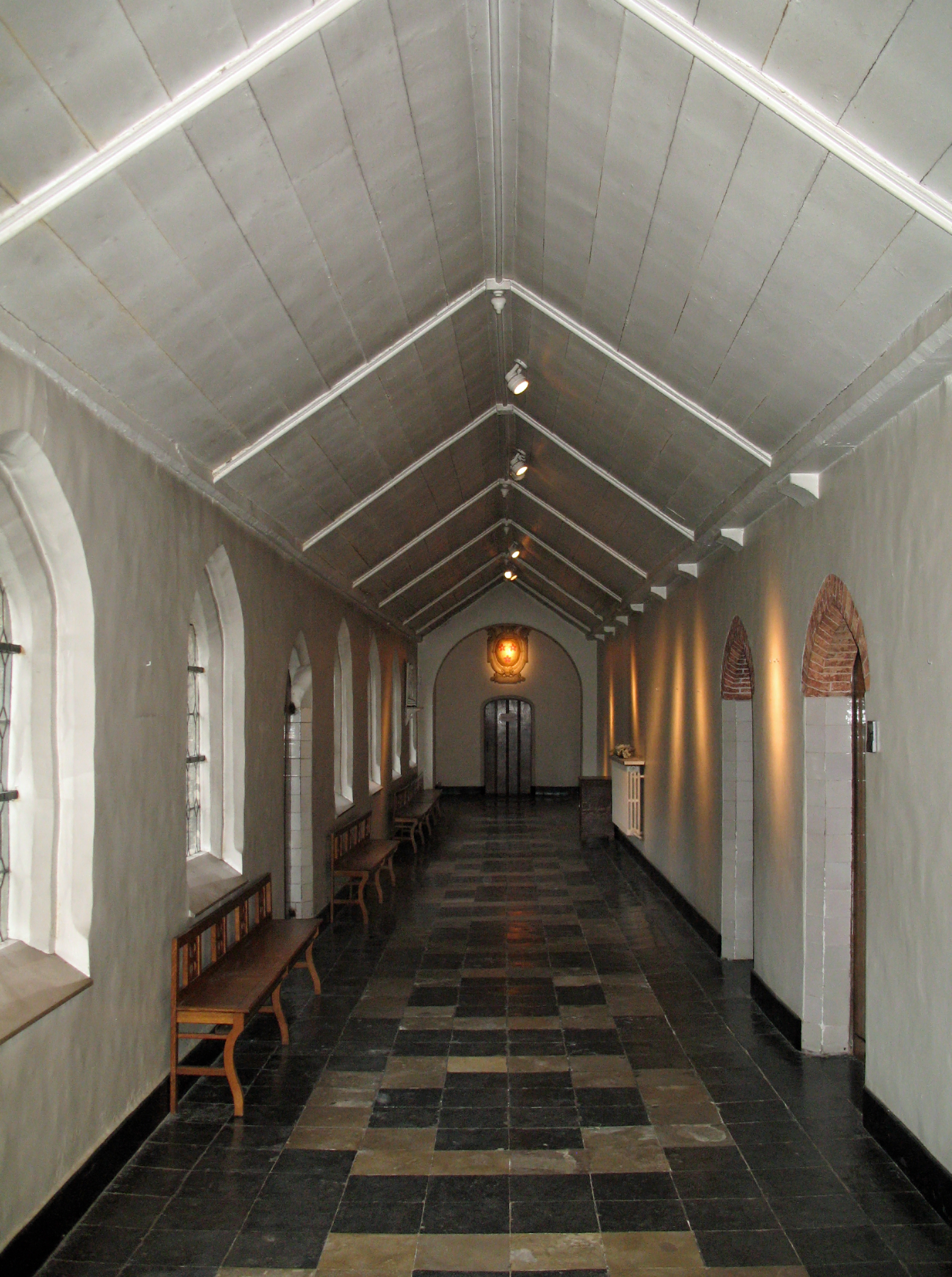
Kloostergang in de Godelieveabdij

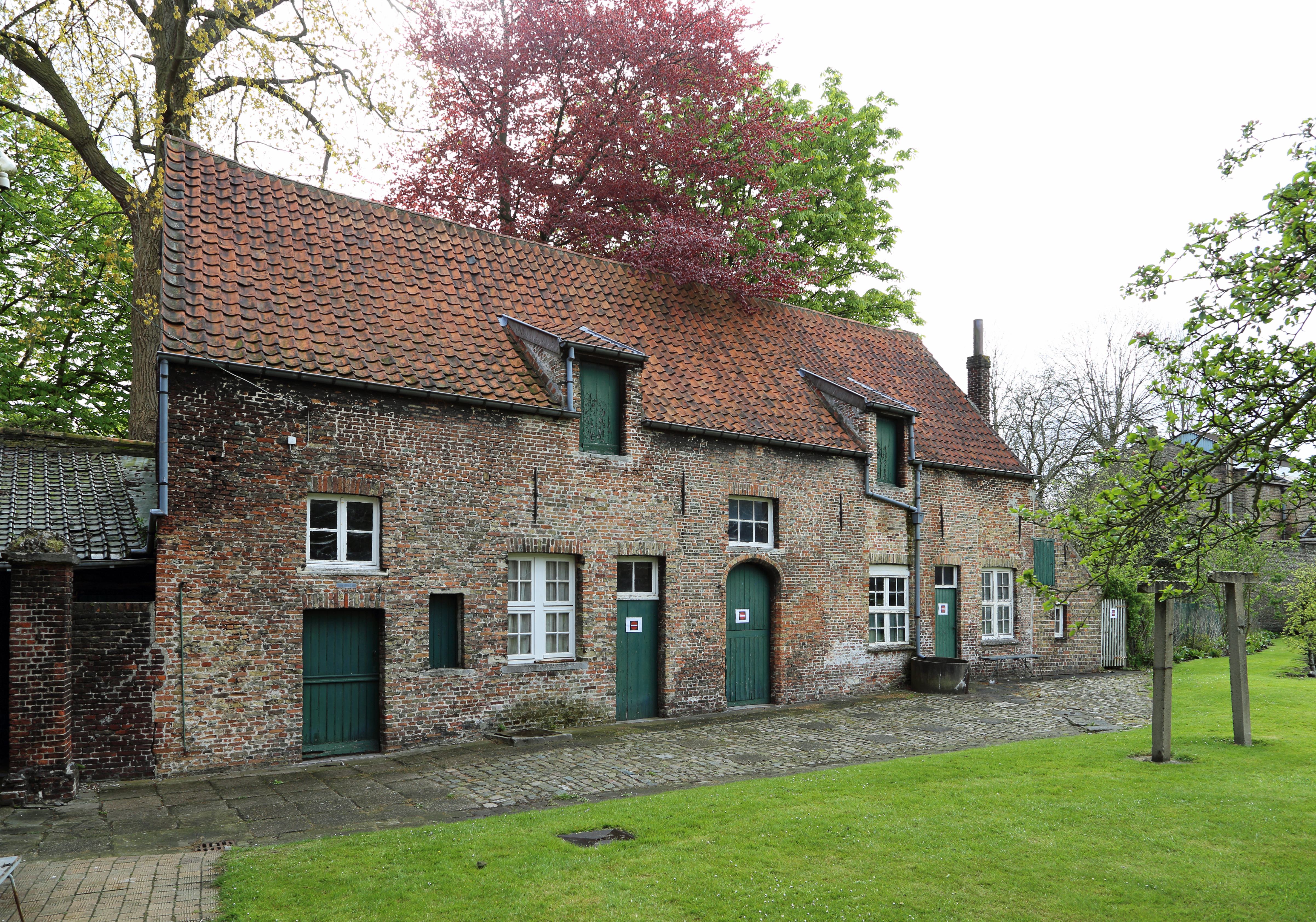
Hoeve binnen het domein van de Sint-Godelieveabdij

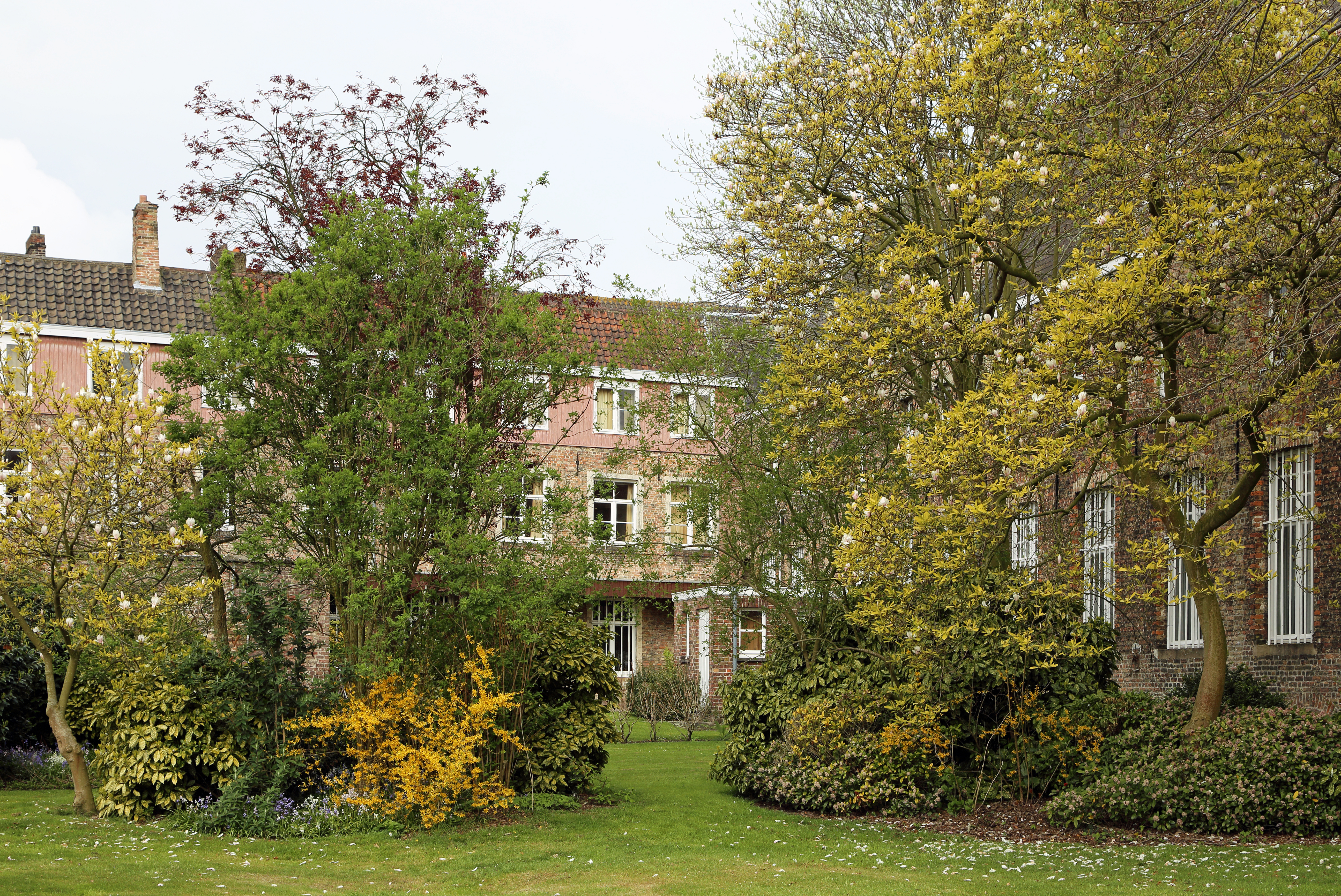
De tuingevel van de Godelieveabdij

De Sint-Godelieveabdij in Brugge was een  abdij van benedictinessen.

## Geschiedenis
In de twaalfde eeuw werd in Gistel onder de naam Abdij Ten Putte een benedictinessenabdij gesticht. Tijdens de godsdiensttroebelen moesten de monialen het klooster verlaten (dat nadien werd verwoest) en vluchtten ze eerst naar Veurne en in 1586 naar Brugge.
Ze verbleven er op verschillende plaatsen, onder meer in het refugium van de Duinenabdij in de Snaggaardstraat (van 1589 tot 1591). In 1602 kochten ze het Derde Ordeklooster Magerzoo in de Ganzenstraat.
In 1623 legde de kerkelijke overheid een nieuw kloosterreglement op en kocht de abt van de Sint-Andriesabdij Henricus van den Zype (1577-1659) een groot herenhuis, genaamd Het Fontainken met hoeve en boomgaard aan in de Boeveriestraat. Hij bracht een aantal benedictinessen uit Dowaai naar Brugge om dit nieuw reglement te propageren, onder wie de eerste abdis Lutgart vande Kerckhove. De benedictinessen van het bestaande klooster werden uitgenodigd hierbij aan te sluiten. Van de twaalf zusters, gingen alleen de priorin en twee zusters hierop in. De negen andere, onder de leiding van hun abdis, bleven in de Ganzenstraat, en volgden er de vroegere regels. Pas na de dood van abdis Josynken Swijns in 1638 werd de eenheid hersteld en gingen alle rechten en bezittingen van de oude Godelieveabdij over naar de vestiging in de Boeveriestraat.
Van toen af werd het abdijdomein uitgebreid door de aankoop van belendende percelen en werd ook gebouwd: de kerk en het klooster in 1627-1629 en bijkomende gebouwen in 1642-1645, in 1877-1885 en in 1953-1954).
Hoewel het om een contemplatieve gemeenschap ging, werd de abdij door de beschikkingen van keizer Jozef II over de 'nutteloze kloosters' niet getroffen en slaagde ze er ook in om bijna ongestoord de Franse Revolutie te overleven.
Toen de abdij dan toch in 1796 als nationaal goed werd verkocht, werd het aangekocht door een vriend van de abdij. In 1800 schonk hij de gebouwen weer aan de kloostergemeenschap, die er opnieuw zijn intrek kon nemen.
Tegen het begin van de eenentwintigste eeuw was het aantal kloosterzusters dramatisch gedaald en in 2013 werd beslist de abdij te verlaten. De abdis en het handvol overgebleven bejaarde zusters gingen zich in Gistel vestigen. Voor de gebouwen werd een vzw Camino opgericht, die op zoek ging naar een passende bestemming. In 2015 werd de abdij tegen een gunstige erfpacht overgedragen aan de stad Brugge. Een nieuw opgerichte stichting genaamd Brugge Foundation kreeg de opdracht de fondsenwerving op zich te nemen en bestemming(en) te zoeken die in de gebouwen en de tuinen kunnen worden ondergebracht. 
In 2021 werd de abdij verworven door Toerisme Vlaanderen.